# Гонсалес Нуньес, Ньюрка
Нью́рка Гонса́лес Ну́ньес (исп. Niurka González Nuñez; род. 21 марта 1977, Гавана) — кубинская флейтистка (играет также на кларнете). Жена поэта и певца Сильвио Родригеса.
Окончила Высший институт искусства, затем занималась в Парижской консерватории у Софи Шерье. Лауреат национальных конкурсов, участница Пятого Всемирного конгресса флейтистов в Англии (2006).
По мнению музыковеда Хуана Пиньеры, Ньюрка Гонсалес

следует прекрасной традиции кубинской флейты, славной такими выдающимися мастерами, как Роберто Ондина, которым восхищался Эрих Кляйбер. В то же время она принадлежит к последователям тех островных музыкантов, которые ещё в XIX веке отправлялись учиться в Париж и возвращались оттуда с наградами, — как Хосе Уайт или Игнасио Сервантес.

## Награды и премии
- 1997 — первый приз Парижской Высшей национальной консерватории музыки и танца[2]
- 2003 — «Best Opera Prima» (Cubadisco Competition) за альбом Flauta Virtuosa[3]

## Дискография
- Flauta Virtuosa